# Parafia Najświętszej Maryi Panny Bolesnej w Giedziunelach
Parafia Najświętszej Maryi Panny Bolesnej w Giedziunelach – parafia rzymskokatolicka, administracyjnie należąca do archidiecezji wileńskiej, znajdująca się w dekanacie ignalińskim. 